# Klein László
Klein László (később Koltai László, 1947. május 13. – 2009. december 30.) zenész, a Hungária együttes basszusgitárosa.

## Pályafutása
A Kölcsey Ferenc állami főreálgimnáziumban tanult, osztályában összesen öten voltak Lászlók. A megkülönböztetés végett ő a Cila becenevet kapta. Zenélni autodidakta módon tanult. A Hungária együttes egyik alapító tagja volt, azonban mivel 1969 februárjában behívták katonának és két év múlva, 1971 februárjában szerelt le, ezért az együttes első két nagylemezén nem az ő játéka hallható.
1973-tól az Alligátor együttesben játszott Radics Bélával. A Hungária eredeti felállásával utoljára 2005. augusztus 27-én, adtak koncertet a Margitszigeti Szabadtéri színpadon. 1974-től Tiszafüreden élt, a helyi önkormányzatnál dolgozott. 
2009. december 30-án, délután 1 órakor hunyt el, 62 éves korában. 2010. január 8-án búcsúztatták barátai, rokonai és zenésztársai.